# 8468 Rhondastroud
8468 Rhondastroud este un asteroid din centura principală de asteroizi.

## Descriere
8468 Rhondastroud este un asteroid din centura principală de asteroizi. A fost descoperit pe 2 martie 1981 la Siding Spring de Schelte J. Bus. Asteroidul prezintă o orbită caracterizată de o semiaxă mare de 3,18 ua, o excentricitate de 0,19 și o înclinație de 2,8° în raport cu ecliptica.